# ASD 소렌토 1945
A.S.D. 소렌토 1945(이탈리아어: Associazione Sportiva Dilettantistica Sorrento 1945)는 나폴리 광역시 소렌토를 연고지로 하는 이탈리아의 축구 구단으로 1945년 소렌토 칼초로 창단되었으며, 현재는 세리에 C (그룹 C)에 소속되어 있다.
이 팀은 1945년 소렌토 칼초로 창단해서 클럽 역사의 대부분을 이탈리아 하부리그에서 보냈으며 1971-72 세리에 B에 한 시즌 (최종 19위) 참가한 것이 가장 높은 기록이다. 그러다 2015년 9월 토레 안눈치아타 법원으로부터 파산 선고를 받고 이탈리아 축구 연맹에서 퇴출 당하였다. 이러한 처분으로 인해 아틀레티코 소렌토 5와 산탄토니아 아바테의 합병으로 A.S.D. F.C. 소렌토가 창단되었고 이탈리아 축구 5부 리그 격인 에첼렌차 캄파니아 (그룹 B) 지역 리그에 재등록하게 된다. 이후 2017년에 클럽 이름을 현재의 A.S.D. 소렌토 1945로 바꾸고 에첼렌차 캄파니아 (그룹 B) 지역 리그에서 1위를 기록하며 세리에 D로 승격해 현재까지 소속되어 있다.

## 선수 명단

### 현역
참고: FIFA 자격 규정에 따라 소속된 국가대표팀 국기를 표시합니다. 선수는 복수의 FIFA 비회원국 국적을 가지고 있을 수 있습니다.
| 번호 | 포지션 | 국적 | 이름        |
| ---- | ------ | ---- | ----------- |
| 10   | FW     |      | 돈 볼시우스 |

| 번호 | 포지션 | 국적 | 이름 |
| ---- | ------ | ---- | ---- |

## 역대 감독
| 감독            | 임기        |
| --------------- | ----------- |
| 마우리치오 사리 | 2011 ~ 2012 |